# Édouard Altounian
Pour les articles homonymes, voir Édouard Altounian (homonymie).
Édouard Altounian, né le 26 août 1922 à Beyrouth et mort le 23 octobre 1995 à Erevan, est un architecte arménien.

## Biographie
En 1949, il est diplômé de l'Université d'État d'Erevan.
En 1970-1981, il était le spécialiste en chef de l'Institut Hayardnakhagits.
Il est l'auteur des plans généraux de la ville de Hrazdan pour 1961-1963 et 1978-1980 (avec le groupe d'auteurs), en 1964-1988 (avec le groupe d'auteurs) pour les plans de construction de quatre micro-quartiers du massif nord.

## Réalisations
Selon les plans d'Edurad Altunyan, les éléments suivants ont été construits à Erevan :
- Maison des compositeurs (1957)
- Grand Hotel Erevan (en) (1973-1985, maintenant "Armenia-2") Hôtels "Erebuni" (1980)
- Théâtre de comédie musicale Paronyan (en) (1986)
- UCO Creative House à Dilijan (1960-1977)
- Maisons d'été du Conseil des ministres (1960)
- Au bord du lac Sevan, les chalets du sanatorium «Blue Sean» (1976-1983)
- Camp des pionniers de l'amitié à Sotchi (1985)

## Galerie

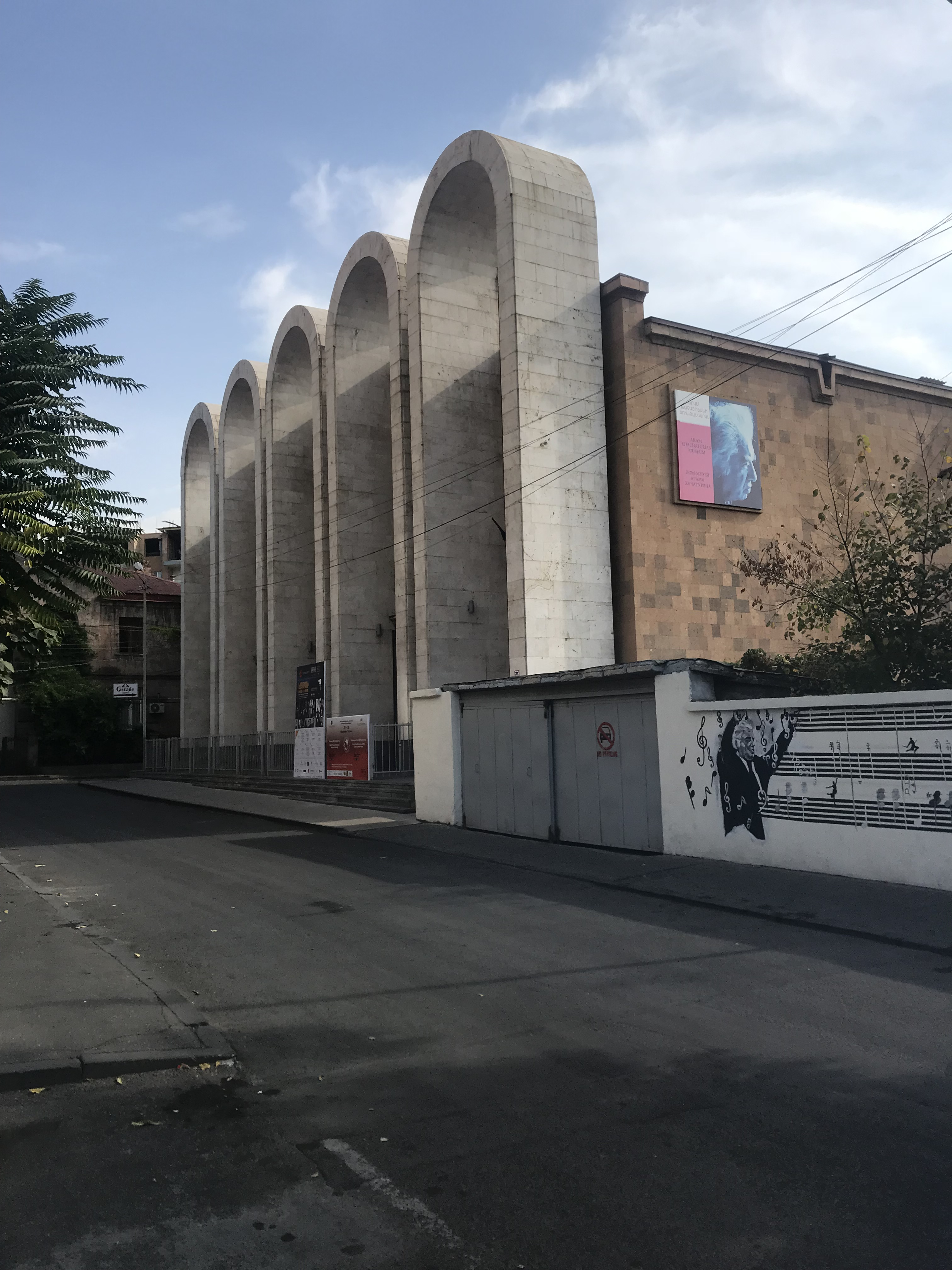
Musée Aram-Khatchatourian.